# Tak smakuje życie
Tak smakuje życie je druhý singl skupiny Enej, vydaný 10. října 2012. Pochází z třetího alba skupiny s názvem Folkhorod. Nese se ve stylu písní Radio Hello a Skrzydlate ręce, který si podmanily žebříčky významných rozhlasových stanic v Polsku.

## Žebříčky
| Žebříčky                             | Pozice |
| ------------------------------------ | ------ |
| RMF FM – POPLista                    | 1      |
| Žebříček hitů rádia ZET              | 1      |
| Wietrzne Radio – Top 15              | 1      |
| RMF MAXXX – Hop Bęc                  | 1      |
| Lista przebojów Radia RDN            | 1      |
| Lista przebojów Radia Złote Przeboje | 4      |
| Lista przebojów Radia Olsztyn        | 2      |
| Eska – Gorąca 20                     | 1      |
| Viva Polska – PL Top 10              | 1      |

## Ocenění a nominace
| Rok  | Nagroda                | Kategoria               | Rezultat  |
| ---- | ---------------------- | ----------------------- | --------- |
| 2012 | Plebiscit rádia RMF FM | Hit roku 2012           | 5. místo  |
| 2012 | Plebiscit rádia ZET    | Hit roku 2012           | 10. místo |
| 2013 | TOPtrendy 2013         | Největší hity roku 2012 | vítězství |
| 2013 | Eska Music Awards 2013 | Nejlepší hity           | nominace  |